# Schoenoplectiella lineolata
Schoenoplectiella lineolata är en halvgräsart som först beskrevs av Adrien René Franchet och Paul Amédée Ludovic Savatier, och fick sitt nu gällande namn av J.Jung och H.K.Choi. Schoenoplectiella lineolata ingår i släktet Schoenoplectiella och familjen halvgräs. Inga underarter finns listade i Catalogue of Life.